# Toivo Korhonen
Toivo Sakari Korhonen (né le 15 juillet 1926 à Turku - mort le 10 mai 2014 à Helsinki) est un architecte finlandais,.

## Biographie
A 17 ans, Toivo Korhonen s'engage volontairement dans l'armée pour participer à la guerre de Continuation.
En 1947, il passe son baccalauréat et en 1952 il obtient son diplôme d’architecte de l'école supérieure technique de Finlande. 
De 1948 à 1951, il est concepteur pour le bureau de la construction de la ville de Kuopio.
En 1954-1955, il travaille à la direction de l'habitat.
En 1955, il fonde son propre cabinet d'architecte.
Toivo Korhonen gagne de nombreux concours d'architecte en Finlande et à l'étranger.
Sa production est représentative du courant rationaliste postmoderne.
Il est l'un des précurseurs de la préfabrication en Finlande.

## Ouvrages principaux
- Centre d'affaires, Kotka (1960)
- Annankatu 8, Helsinki (1960)[3]
- Maison, Lauttasaari (1960)[1]
- École primaire de Munkkivuori, Helsinki (1960)
- Bâtiment principal de l'université de Tampere, Tampere (1960)
- Asunto Oy Lauttasaarentie 43, Helsinki (1961, avec Sakari Halonen)
- Satakallio, Porvoonkatu 1-9, Helsinki (1961–63)
- Zone résidentielle de Mäntykallio, Matinkylä, Espoo (1963)[1]
- École primaire de Kiveriö, Lahti (1963)
- Zone industrielle de Pellos, Ristiina (années 1960)[1]
- Lycée classique de Kuopio (1965)
- Siège de Valmet, Punanotkonkatu 2, Helsinki (1965)[4]
- Asunto Oy Tapanintori, Liiketie 22, Helsinki (1966)
- Bâtiment commercial, Annankatu 21, Helsinki (1967)[5]
- Asunto Oy Puistokaari 2, Helsinki (1968)
- Centre commercial de Pukinmäki, Helsinki (1968, démoli en 2008)
- Église de Lauritsala (1969, avec Jaakko Laapotti[1]
- Albertinkatu 20, Helsinki (1970)[6]
- Kalevankatu 49, Helsinki (1970)[7]
- Kalevankatu 12, Helsinki (1967)[8]
- Magasin Maxi, Leppävaara, Espoo (1971, démoli en 2003)
- Finnstadt, Neue Stadt Wulfen, Allemagne (1972)
- Grand magasin Pukeva, Helsinki (1973 et 1984, démoli en 2010)
- Proyecto Experimental de Vivienda, Lima, Pérou (1976)[1]
- Bâtiment Heimola, Yliopistonkatu 5, (1972)[1]
- Tiedekulma, Yliopistonkatu 4 (1977)
- Bâtiment commercial, Kauppakatu 41, Kuopio (1977)[1]
- Immeuble de Sampo, Vaasa (1978)
- Bâtiment principal de l'université technologique de Tampere, Hervanta (1983)
- Station de Kontula , Helsinki (1986)[1]
- Station de Myllypuro , Helsinki (1986)[1]
- Station de Mellunmäki, Helsinki (1989)[1]

## Galerie

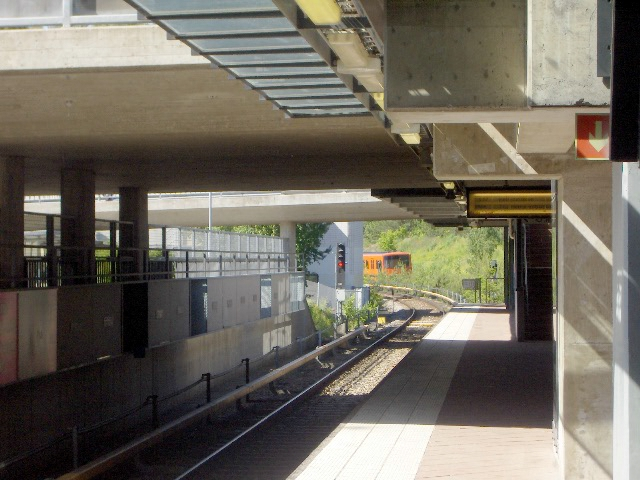
Station de Kontula
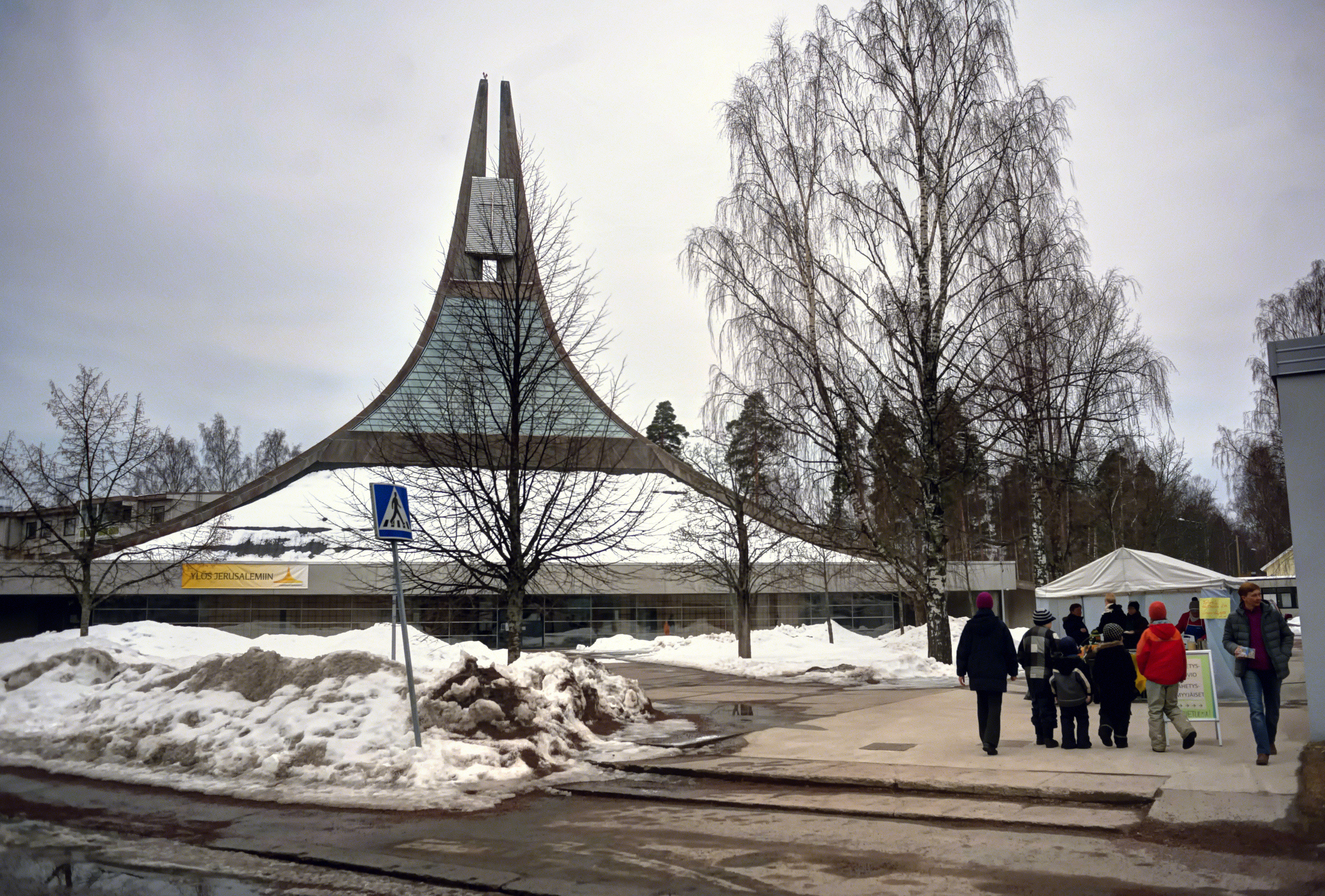
Église de Lauritsala
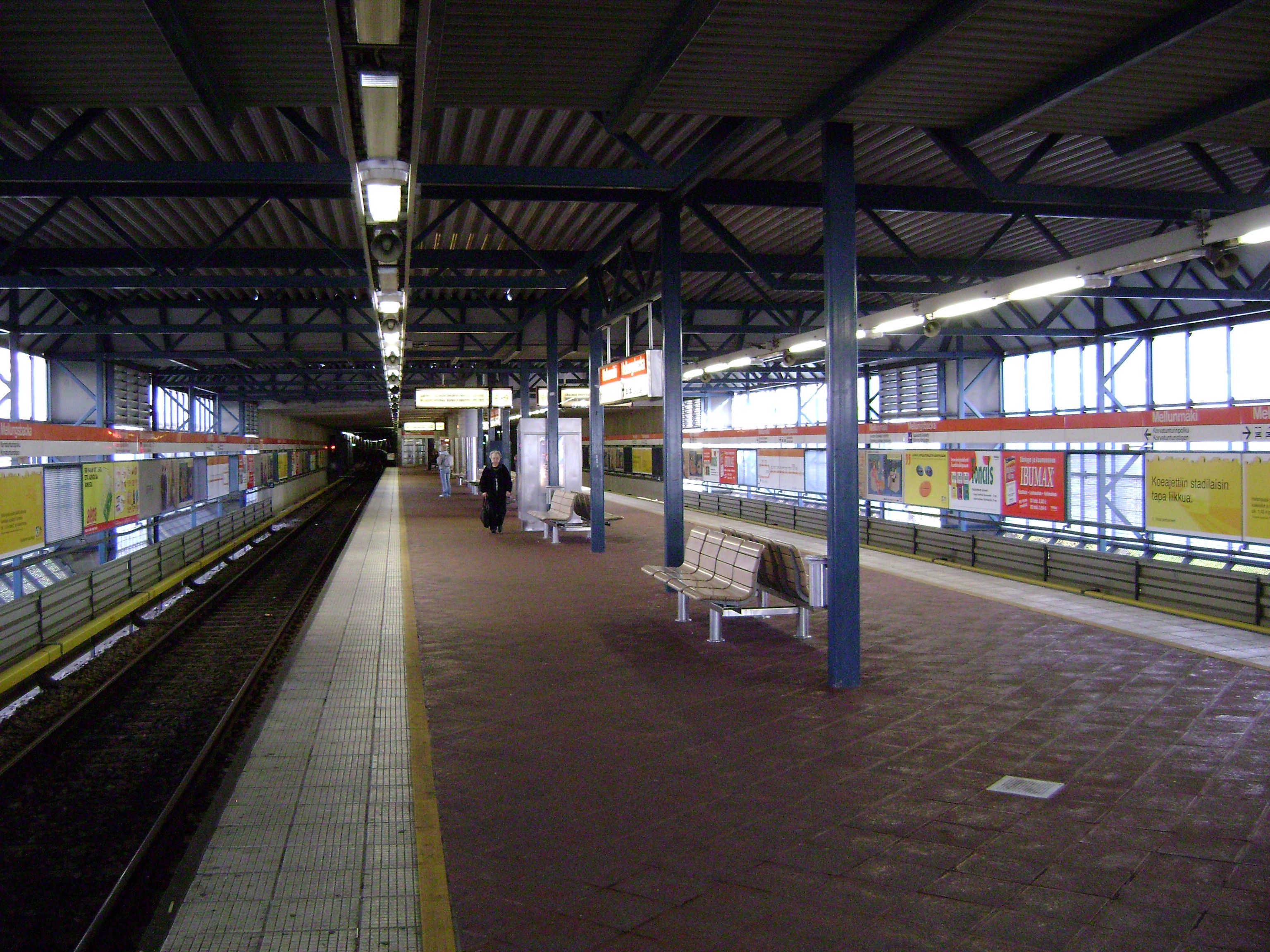
Station de Mellunmäki

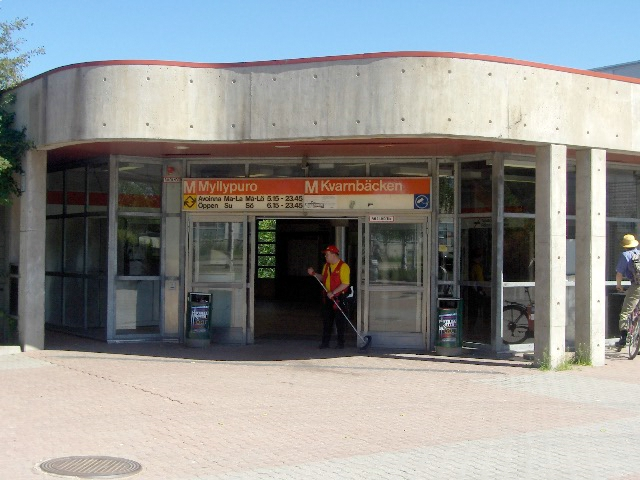
Station de Myllypuro
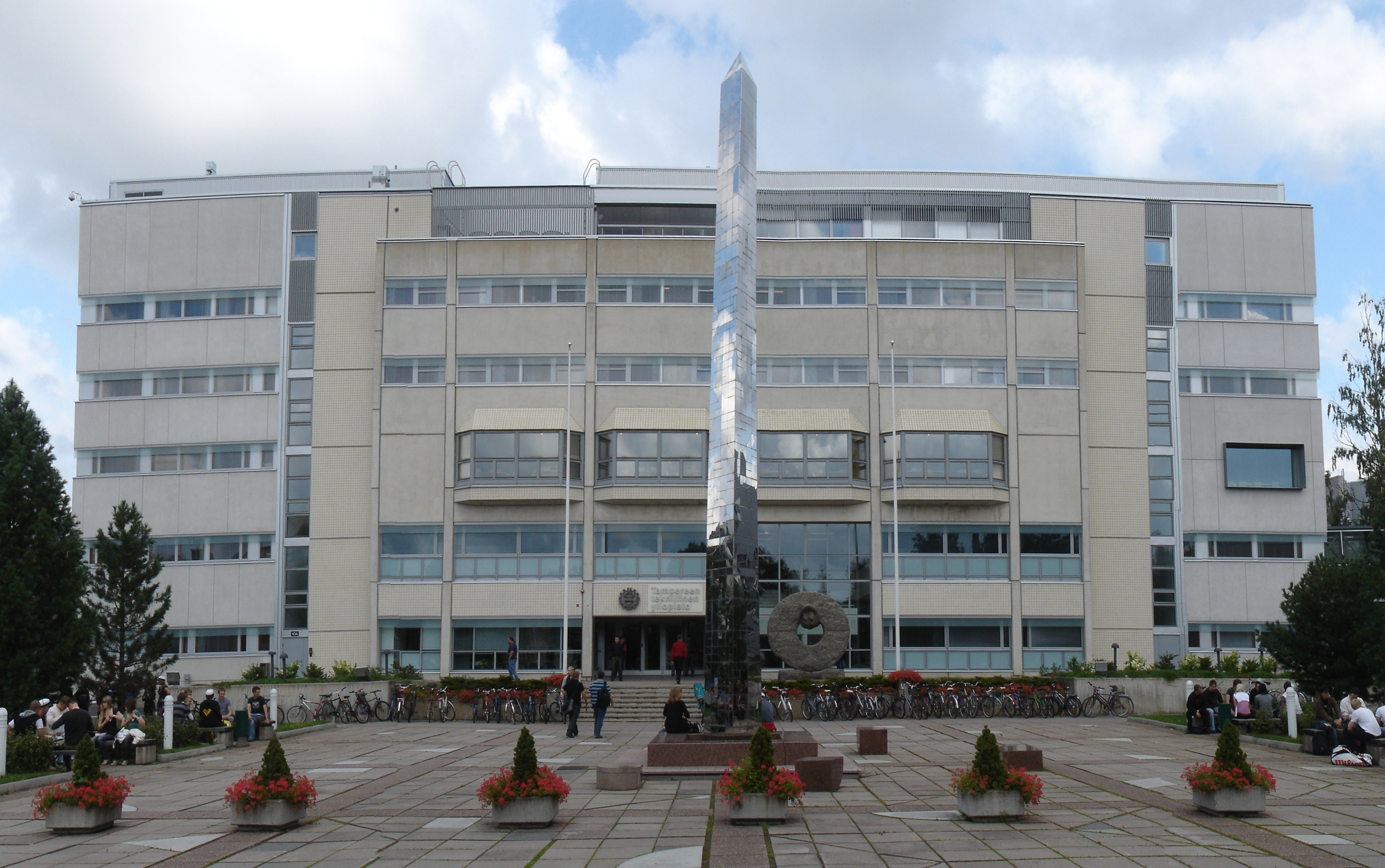
Bâtiment principal de l'UTT
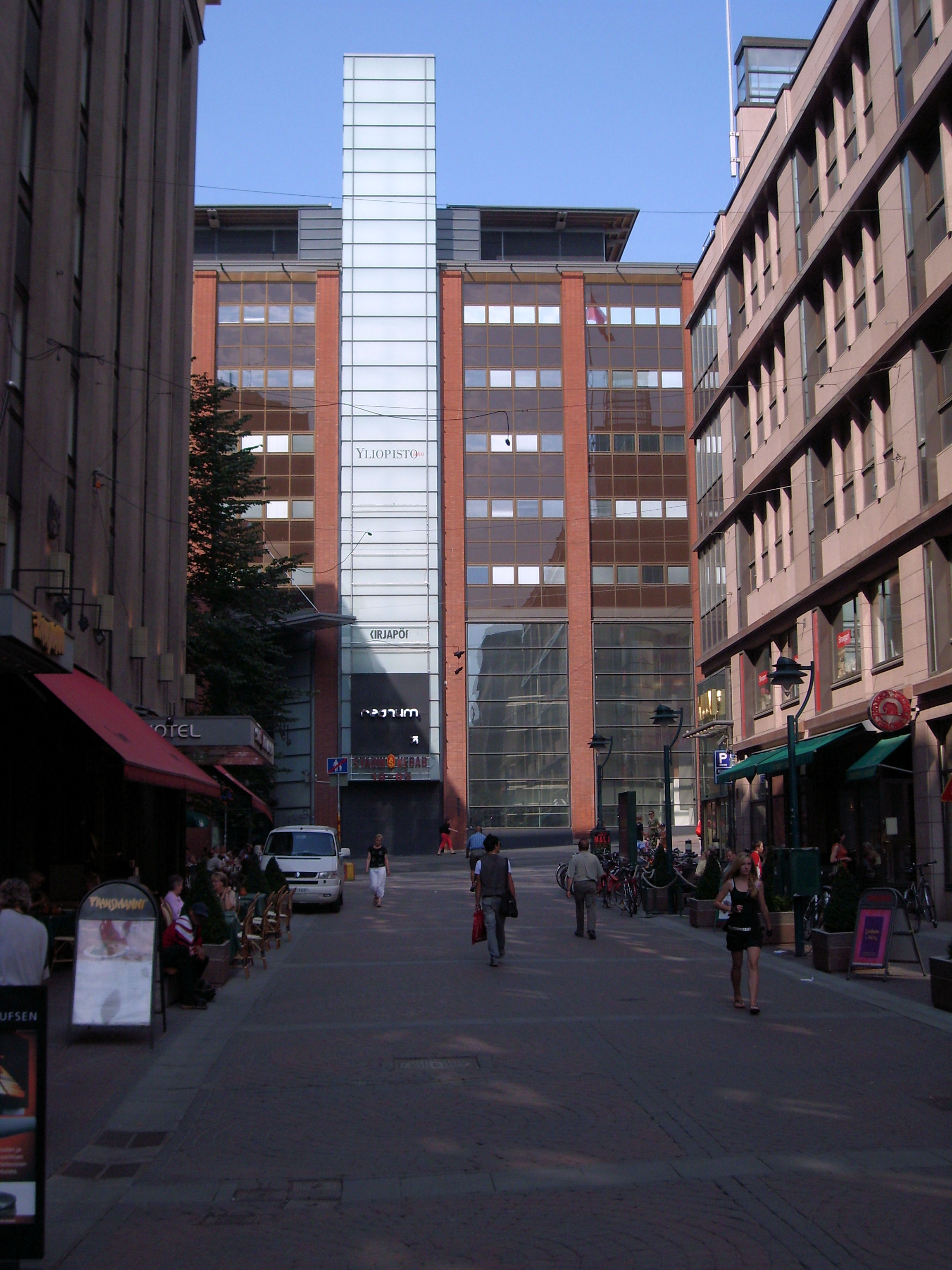
Bâtiment Heimola, Yliopistonkatu 5